# Jean-Charles Thilorier
Jean-Charles Thilorier, né le 25 janvier 1755 à La Rochelle et mort le 20 juin 1818 à Paris, est un jurisconsulte et dramaturge français.

## Biographie
Jean-Charles Thilorier est le fils d'un avocat établi à Bordeaux.
Après ses études de droit, il est reçu avocat au parlement de Paris en 1777.
Il fut notamment le défenseur du comte de Cagliostro en 1785-1786, durant la célèbre affaire du collier de la reine. Il fut aussi chargé, en tant qu'avocat aux conseils du roi, de l’affaire Favras.
Il est l'auteur d'une tragédie lyrique en trois actes, Électre (1808).
Il est le père d'Adrien-Jean-Pierre Thilorier.